# دیوید هافمن
دیوید هافمن (انگلیسی: David Huffman؛ ‏ ۱۰ مهٔ ۱۹۴۵ – ۲۷ فوریهٔ ۱۹۸۵) بازیگر و تهیه‌کننده تلویزیونی اهل ایالات متحده آمریکا بود. وی بین سال‌های ۱۹۶۹ تا ۱۹۸۵ میلادی فعالیت می‌کرد.
از فیلم‌ها یا برنامه‌های تلویزیونی که وی در آن نقش داشته‌است، می‌توان به مشت، فایرفاکس، لو گرانت و خانه کوچک اشاره کرد.